# Elis Sipilä
Elis Esaias Sipilä (27 ottobre 1887 – 13 dicembre 1958) è stato un ginnasta finlandese.

## Palmarès

### Olimpiadi
- Bronzo a Londra 1908 nel concorso a squadre.